# 정학원
정학원(鄭學源, 1968년 8월 3일 ~)은 쌍방울 레이더스의 전 야구 선수다. 형은 태평양 돌핀스의 전 야구 선수인 정명원이며 1995년 군 제대 후 복귀한 뒤 같은 해 9월 5일 전주에서 열린 태평양전에서 9회말 대타로 출전하여 형 정명원과 맞대결을 펼쳤으나 유격수 땅볼로 물러났다.

## 출신 학교
- 군산상업고등학교
- 원광대학교

## 같이 보기
- 1991년 쌍방울 레이더스 시즌